# Ватан (Таджикистан)
Вата́н (тадж. Ватан) — село у складі Хатлонської області Таджикистану. Входить до складу Обшоронського джамоату Шахрітуського району.
Назва села перекладається як «батьківщина». В радянські часи село називалось Отділення №1 совхоза Ватан.
Населення — 3500 осіб (2017; 803 в 1976).